# Adam Martyniuk
Adam Iwanowycz Martyniuk, ukr. Адам Іванович Мартинюк (ur. 16 sierpnia 1950 w Wietłach) – ukraiński polityk, działacz komunistyczny, deputowany.

## Życiorys
Absolwent Państwowego Instytutu Pedagogicznego w Łucku (1972). Uzyskał stopień kandydata nauk historycznych. Pracował jako nauczyciel i wykładowca. Następnie był etatowym działaczem Komunistycznej Partii Ukrainy. Pełnił funkcje wicedyrektora wydziału propagandy i agitacji lwowskiego komitetu partii oraz jego sekretarza (1988–1989) i pierwszego sekretarza (1990–1991). Pod koniec lat 80. był instruktorem w KC KPU. Na początku lat 90. był działaczem SPU i redaktorem naczelnym gazety „Towarysz”. Pracował przez kilka lat w ochronie. Dołączył następnie do Komunistycznej Partii Ukrainy, redagował partyjne pismo „Komunist”.
W 1998 po raz pierwszy uzyskał mandat deputowanego do Rady Najwyższej Ukrainy z ramienia komunistów (reelekcję uzyskiwał w 2002, 2006, 2007 i 2012). W latach 1998–2000, 2003–2006 i 2010–2012 był pierwszym zastępcą przewodniczącego parlamentu.

## Odznaczenia
- Order Księcia Jarosława Mądrego klasy III (2013)[2], IV (2010)[3] i V (2005)[4]